# 崔貞敏
崔 貞敏（チェ・ジョンミン、朝鮮語: 최정민、1930年8月30日 - 1983年8月8日）は、韓国のサッカー選手。1950年代の韓国を代表するストライカーで、後の車範根と並び称される存在。
平壌（北朝鮮）出身ながら、朝鮮戦争の際に南側に亡命して韓国人となる。俊足を活かして多くのゴールを挙げ、「黄金の足」と称えられた。
軍隊のクラブに所属しながら韓国代表として活躍。1954年W杯スイス大会では予選の日本代表戦で2試合2得点を挙げて本大会出場に貢献し、本大会でも3試合中2試合に出場。その後も1956年、1960年のアジアカップ連覇の立役者となった。